# Willi Seebauer
Willi Seebauer (* 31. März 1946) ist ein ehemaliger deutscher Fußballspieler und -trainer. Der Offensivspieler hat in der Saison 1967/68 als Stürmer für Borussia Neunkirchen vier Spiele in der 1. Bundesliga, bei denen er ein Tor schoss, absolviert.

## Werdegang
Der aus Bruck in der Oberpfalz stammende Seebauer wurde im November 1963 im Alter von 17 Jahren von Borussia Neunkirchen verpflichtet, nachdem er beim Probetraining überzeugt hatte. Der Vereinsvorsitzende Norbert Engel vermittelte ihm parallel eine Anstellung bei der Firma Commerson, wo er 35 Jahre als kaufmännischer Angestellter tätig sein sollte. Erste Erfahrungen im Seniorenfußball machte er in der Amateurmannschaft der Schwarz-Weißen vom Ellenfeldstadion. In der Saison 1967/68 wurde der Stürmer unter Trainer Željko Čajkovski dann zum Jahreswechsel 1967/68 bei Borussia Neunkirchen sogar in vier Spielen in der Bundesliga eingesetzt. Bei seinem Bundesligadebüt am 9. Dezember 1967, einem 0:0-Heimremis gegen Werder Bremen, wurde er in der 80. Minute eingewechselt. Eine Woche danach, am 16. Dezember, erzielte er als Mittelstürmer in der 43. Minute den zwischenzeitlichen 1:1-Ausgleich bei der 1:2-Niederlage beim VfB Stuttgart. Er bildete dabei mit Hugo Ulm, Wolfgang Gayer, Ludwig Lang und Günter Kuntz den Angriff der Borussia. Seinen vierten und letzten Einsatz in der Bundesliga hatte Seebauer am 16. März 1968 bei einer 1:2-Auswärtsniederlage beim 1. FC Köln. Vermutlich kam er wegen seines gleichzeitig zu absolvierenden Wehrdiensts nicht zu mehr Spieleinsätzen, da er für diesen zwar nach Intervention von Engel im nahe gelegenen Zweibrücken stationiert wurde, aber dennoch kaum an Trainingseinheiten teilnehmen konnte.
Nach dem Abstieg lief er noch zwei Runden für Neunkirchen in der zweitklassigen Fußball-Regionalliga Südwest auf. In der ersten Saison, 1968/69, erreichte er mit Neunkirchen den 5. Rang und hatte dabei sieben Rundenspiele bestritten. Im zweiten Jahr, 1969/70, belegte seine Mannschaft unter Trainer Kurt Sommerlatt den 4. Rang und der Angreifer hatte an der Seite von Mitspielern wie Horst Brand und Gerd Zewe 13 Spiele absolviert.
1972 war er als Spielertrainer für den SV Brücken aktiv, zudem war er dreimal als Trainer des SSV Wellesweiler in seinem Wohnort Wellesweiler tätig. Nach der Geschäftsaufgabe von Commerson war er hauptberuflich bis zum Ruhestand für ein Autohaus tätig.